# Sauðárkrókur
Sauðárkrókur (I daglig tale Krókurinn) er en by i det nordvestlige Island.
I 2019 havde byen 2612 indbyggere. Byen er den største bebyggelse i storkommunen Skagafjörður, som den har været en del af siden 1998.
Sauðárkrókur er servicecentrum for regionen omkring Skagafjörður. Byens vigtigste erhverv er fiskeri, handel og industri. Foruden virksomheder der forarbejder fisk og krabber er der et mejeri, en stenuldsfabrik, et garveri og mange mindre virksomheder.
Der er et sygehus, et apotek, en folkeskole, et bibliotek, et sportscentrum med svømmehal og en golfbane. Sauðárkrókur har flere indkøbsmuligheder, hoteller, et gæstehus og en campingplads.
Trækirken Sauðárkrókskirkja fra 1892, har et berømt altermaleri, malet i 1895 af den danske maler Anker Lund. 1958 blev kirken udvidet mod øst og i 1990 mod vest.

## Historie
Sauðárkrókur blev i 1858 en officiel handelsplads. 1871 fandt den første permanente bosættelse ved Sauðárkrókur sted. Arni Árnason var smed og kromand. 1873 byggede en købmand det andet hus her og handlede fra sin stue.
I 1900 boede her omkring 400 indbyggere, og bebyggelsen var ved at udvikle sig til en fuldt udbygget landsby med hospital, skole og kirke.
Havnen blev udvidet i 1940, og byen fik sine købsstadsrettigheder (kaupstaðurréttindi) i 1947.
1998 blev Sauðárkrókur Kommune en del af storkommunen Skagafjörður.

## Turisme
I bymidten er der en skulptur af den islandske hest og flere gamle træhuse.
Området er kendt for sine mange islandske heste. Der arrangeres udflugter til omegnen. Fra havnen er der i sommermånederne daglige ture til den ubeboede ø Drangey.
Et populært udflugtsmål er skovområdet Litli Skógur. Mod syd, ved vejen mod Varmahlíð, ligger museumsgården Glaumbær. Nordøst for Sauðárkrókur ved vejen til Siglufjörður ligger tørvekirken Gröf fra det 17. århundrede.

## Venskabsbyer
Byens venskabsby er Espoo i Finland.
Folkeskolen i Sauðárkrókur hedder Árskóli, den har siden 2011 haft et udvekslingssamarbejde med Højelse Skole ved Køge.